# 이안 트레이시
이언 트레이시(Ian Tracey, 1964년 6월 26일 ~ )는 캐나다의 배우, 영화 감독이다.
브리티시컬럼비아주에서 태어났다.

## 출연 작품
- 엔드리스 (2020년) - 리처드 역
- 헬로 디스트로이어 (2016년)
- 데드 라이징: 엔드게임 (2016년)
- 에드워드 (2015, Eadweard) - 스탠포드 역
- 하늘 높이 (2014년)
- 맨 오브 스틸 (2013년) - 러들로 역
- 코버스 (2012년)
- 도노반스 에코 (2011년) - 레이 역
- 써커 펀치 (2011년)
- 더 컬트 (2010년)
- 시빅 듀티 (2006년) - Lt. 로이드 역
- 디솔레이션 사운드 (2005년)
- 엘렉트라 (2005년)
- 아이스맨 (2004년)
- 에밀 (2003년) - 톰 역
- 오닝 마호니 (2003년)
- 오픈 레인지 (2003년)
- 테이큰 (2002년)
- 저격자 (2002년)
- 인썸니아 (2002년)
- 프로작 네이션 (2001년)
- 트랩트 (2001, Trapped)
- 롤라 (2001, Lola)
- 더티 시크릿 (1998년)
- 생존 (1997, Survival On The Mountain)
- 프리 윌리 3 (1997년) - 크론 역
- 살인 그림자 (1997년)
- 브루드하운드 2 (1996년)
- 카풀 (1996년)
- 제3의 눈 (1995년)
- 침묵의 암살자 (1995년)
- 분노의 질주 (1994년)
- 무너진 베이 브리지 (1993년)
- 워렌 일가 (1991년)
- 커미쉬 (1991년)
- 잠복근무 (1987년)
- 불같은 열정 (1986년)
- 무적의 아이맨 (1986년)
- 머나먼 시애틀 (1985년)
- 용의자 (1982년)
- 허클베리 핀과 그의 친구들 (1979년)
- 더 키퍼 (1976년)

### 텔레비전
- 21 점프 스트리트 (1987-89)
- 엑스파일 (1995)
- 다크 엔젤 (2001)
- 스타게이트 SG-1 (2002)
- 스몰빌 (2006)
- The 4400 (2006)
- 하트랜드 (2009-15)
- 루키 블루 (2010)
- 플래시포인트 (2010)
- 생츄어리 (2010-11) - 애덤 역
- 헬 온 휠즈 (2011) - 볼런 역
- 수퍼내추럴 (2012, 2017)
- 베이츠 모텔 (2013-17)
- 원 헌드레드 (2015)
- 웨이워드 파인즈 (2015)
- 시간여행자 (2016-18)
- 잭 모턴과 언더월드 (2019-20)
- 프로젝트 블루북 (2019-20)